# Édouard Claparède
Édouard Claparède (24 de marzo de 1873 en Ginebra, Suiza-29 de septiembre de 1940 en Ginebra) fue un neurólogo, pedagogo y psicólogo infantil suizo. Proviene de una antigua y noble familia francesa protestante, emigrada a Suiza por la guerra religiosa.

## Biografía
Claparède cursó sus estudios universitarios en Alemania, Suiza y Francia. Se especializó en psicología infantil, enseñanza y memoria.
En 1897 hizo una tesis sobre el "sentido muscular" con el que obtuvo su doctorado en medicina. 
Fue nombrado "Privat dozent" de psicología en la Facultad de Ciencias de Ginebra de 1899. Y tiempo después fue encargado de la dirección del laboratorio de psicología en 1904. 
En el año de 1901 fundó con Flournoy  una revista psicológica, llamada los Archives de Psychologie, la cual es de interés científico.
Édouard, a través de la obra de Karl Groos Die Spiele der Tiere, comprendió los beneficios que la psicología animal puede ofrecer a la psicología humana. Por ello, centró su atención en la importancia de los instintos en la vida mental y reveló, como si fuera a la luz de un relámpago, lo que debía ser el fundamento del arte pedagógico: la explotación de las tendencias naturales del niño, especialmente la tendencia al juego.
Realizó un experimento muy famoso, con el cual comprobó que el recuerdo de un evento doloroso puede retenerse en el caso de que se pierda la memoria reciente. Su experimento tuvo como sujeto de prueba a una mujer que sufría de una forma de amnesia. Podía rememorar todos sus viejos recuerdos y conservaba sus habilidades básicas de razonamiento, pero no recordaba el pasado reciente. Claparède la saludaba todos los días, pero ella no lograba recordar ni siquiera su cara. Entonces, en una sesión del experimento, escondió un alfiler en su mano y se la extendió a la mujer, lastimándola con la punta del alfiler. Al día siguiente, la dama no lo reconoció. Pero cuando Claparède le extendió la mano para estrechársela, descubrió que ella dudaba, reconociendo una amenaza cuando su memoria seguía estando severamente dañada.
Claparède defendía una educación activa de los niños, animando a los profesores a que observaran a sus alumnos y a partir de ahí empezar a construir las clases.
Con el concepto de educación funcional, sostenía que la educación ha de centrarse en actividades que satisfagan una necesidad. La educación debía preparar para la vida.
En 1912, Claparède fundó el Instituto Rousseau en Ginebra con motivo del 200.º aniversario del nacimiento de Rousseau. Hoy en día, se denomina Instituto de Ciencias de la Educación y forma parte de la Universidad de Ginebra.

## Obras y trabajos
| Principales obras de Claparède                                             | Principales obras de Claparède                                            | Principales obras de Claparède |       |
| -------------------------------------------------------------------------- | ------------------------------------------------------------------------- | ------------------------------ | ----- |
| Obras (Título original)                                                    | Obras (Título traducido)                                                  | Año                            | Ref   |
| L’association des idées.                                                   | La asociación de ideas.                                                   | 1903                           | [ 9 ] |
| Esquisse d'une théorie biologique du sommeil.                              | Esquema de una teoría biológica del sueño.                                | 1904                           | [ 9 ] |
| La psichologie animale.                                                    | Psicología animal.                                                        | 1909                           | [ 9 ] |
| Psychologie de l'enfant et pédagogie expérimentale.                        | Psicología infantil y pedagogía experimental.                             | 1909                           | [ 9 ] |
| Un Institut des sciences de l'éducation et les besoins auxquels il répond. | Un Instituto de Ciencias de la Educación y las necesidades que satisface. | 1912                           | [ 9 ] |
| L'orientation professionnelle.                                             | Orientación profesional.                                                  | 1922                           | [ 9 ] |
| L'éducation fonctionnelle.                                                 | Educación funcional.                                                      | 1931                           | [ 9 ] |
| La genèse de l'hypothèse                                                   | La génesis de la hipótesis.                                               | 1933                           | [ 9 ] |

| Principales trabajos de Claparède                                   | Principales trabajos de Claparède                                   | Principales trabajos de Claparède | Principales trabajos de Claparède |
| ------------------------------------------------------------------- | ------------------------------------------------------------------- | --------------------------------- | --------------------------------- |
| Trabajos (Título original)                                          | Trabajos (Título traducido)                                         | Año                               | Ref                               |
| J. J. Rousseau et la conception fonctionnelle de l'enfance.         | J. J. Rousseau y la concepción funcional de la infancia.            | 1912                              | [ 9 ]                             |
| Les notes scolaires ont-elles une valeur pédotechnique?.            | ¿Tienen las calificaciones escolares valor educativo?               | 1912                              | [ 9 ]                             |
| Tests de développement et tests d'aptitude.                         | Pruebas de desarrollo y pruebas de aptitud.                         | 1914                              | [ 9 ]                             |
| La psychologie de l'intelligence.                                   | La psicología de la inteligencia.                                   | 1917                              | [ 9 ]                             |
| La conscience de la ressemblance et de la différence chez l'enfant. | La conciencia de los niños sobre las similitudes y las diferencias. | 1918                              | [ 9 ]                             |
| La psychologie de l'école active.                                   | La psicología de la escolarización activa.                          | 1923                              | [ 9 ]                             |
| Les méthodes d'éducation et la psychologie appliquée.               | Métodos educativos y psicología aplicada.                           | 1924                              | [ 9 ]                             |
| Réflexions d'un psychologue.                                        | Reflexiones de un psicólogo.                                        | 1924                              | [ 9 ]                             |
| La définition de la volonté.                                        | La definición de voluntad.                                          | 1925                              | [ 9 ]                             |
| L'auto-justification.                                               | Autojustificación.                                                  | 1929                              | [ 9 ]                             |
| Autobiography, in "History of psychology in Autobiography''.        | Autobiografía, en 'Historia de la psicología en Autobiografía'.     | 1930                              | [ 9 ]                             |
| Psychologie et collaboration internationale.                        | Psicología y colaboración internacional.                            | 1930                              | [ 9 ]                             |
| La pensée loyale et son éducation.                                  | El pensamiento leal y su educación.                                 | 1933                              | [ 9 ]                             |
| Le sentiment d'infériorité chez l'enfant.                           | El sentimiento de inferioridad en los niños.                        | 1934                              | [ 9 ]                             |